# 油輪

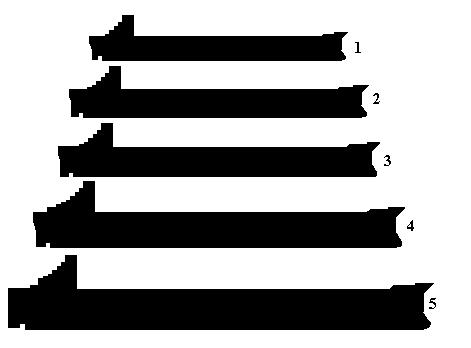
5種尺寸油輪比例

油輪是主要用来运输原油及其提炼成品（如动力油、燃料油）等石油化工液体产品的液貨船，也可以用来运输其它液体（如水、葡萄酒）等。運油船主要分為運送原油的油船與運送石化成品的油船兩類。
油轮具有一个明显的特征。油轮具有一个平坦的甲板，除驾驶舱外几乎没有其它突出部分。油轮无需甲板上的吊车来装卸它的货物，在油轮的中部有一个小吊车。油轮使用此吊车将码头上的输油管与油轮上的管道系统连接。
油轮卸货时所使用的泵直接放在船上。今天的油轮与几乎所有其它海轮一样配有货物计算机，这部计算机可以监视货物的装卸以及计算装卸过程中船所受的所有的力。
除油箱和管道外，油轮上还配有锅炉、螺旋桨、发电机、泵（大的油轮上的装卸泵可以每小时泵上万吨液体）和灭火装置。
现代装载易燃液体的油轮大多使用惰氣注入油轮中的空油箱的方法，以此来防止燃烧或爆炸的危险。不燃气体替代了氧气，使得油箱内无法燃烧。部分船使用船本身的动力机排出的废气来提炼上述的不燃气体，部分船则在卸货时从码头上注入不燃气体。

## 运油
大多数运输原油的油轮可以装载上十万吨货物，90%使用蒸汽机作为动力装置，原因是原油必须加热后才有足够的流动性可以被泵入油轮，在整个运输过程中它们始终被保持在加热的状态下，这样可以在目的地快速地卸货。因此驱动的蒸汽机还可以用来提供加热原油的蒸汽。
原油的运输速度不重要，因此这些船的航速一般在15节（28千米/小时）左右，它们属于较慢的船。

### 容量的增长
由于大船的每吨运载价格较低，因此油轮不断变大

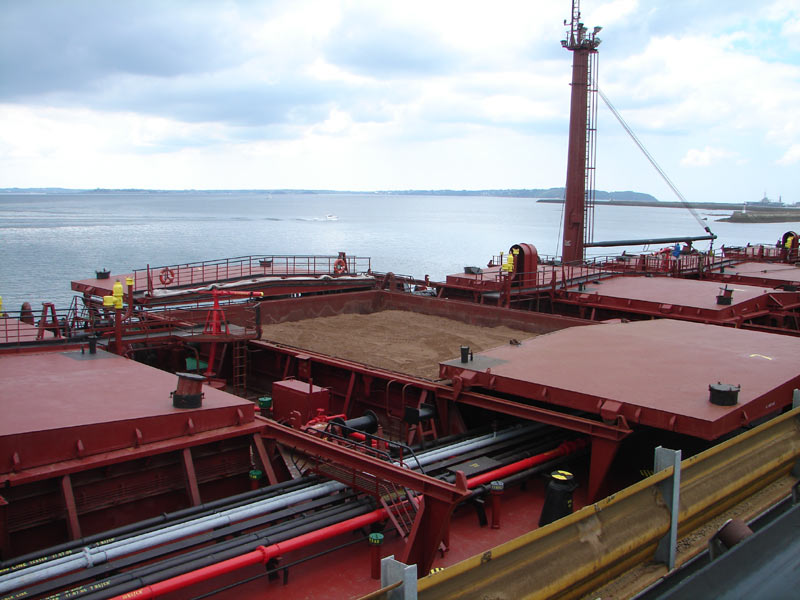
礦石和石油兩用船的貨艙設計

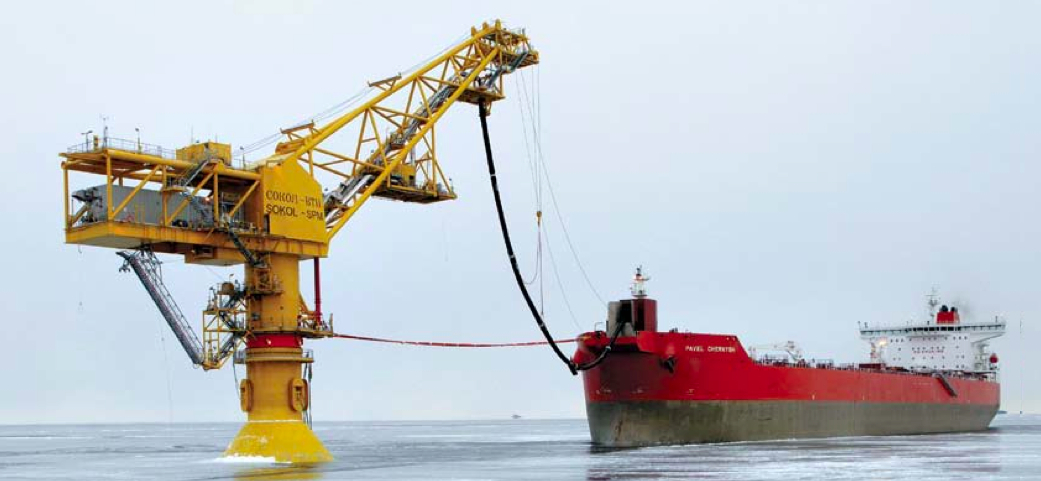
俄國油輪於海上裝卸

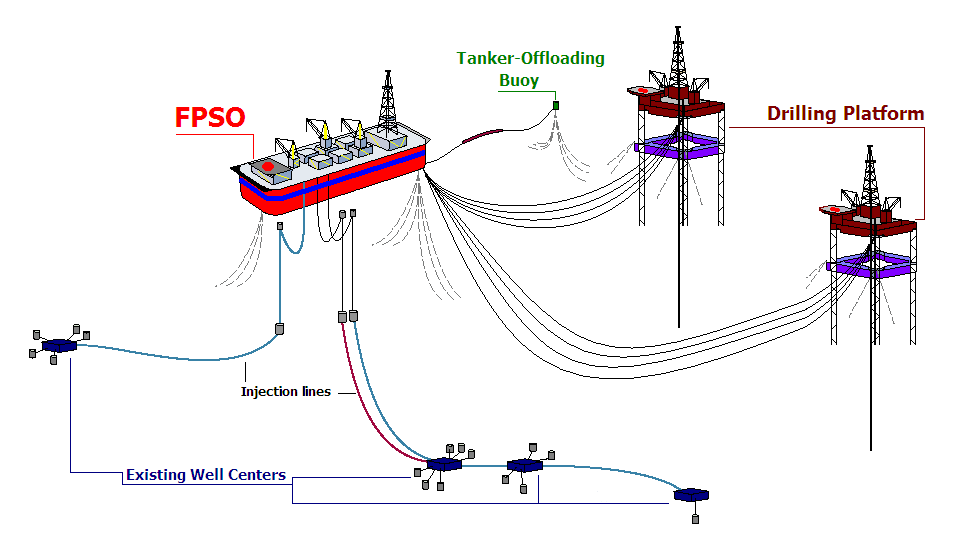
能和海上鑽油平台連接的設計

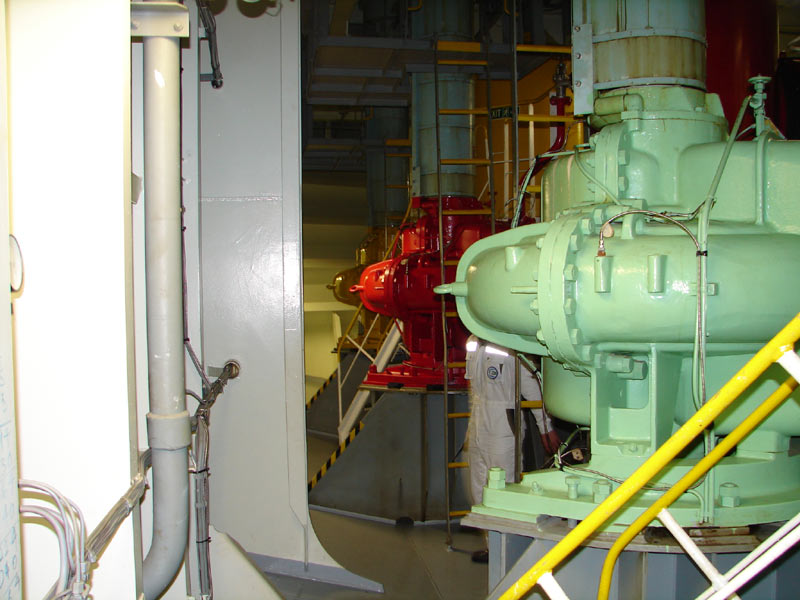
船上的抽油幫浦

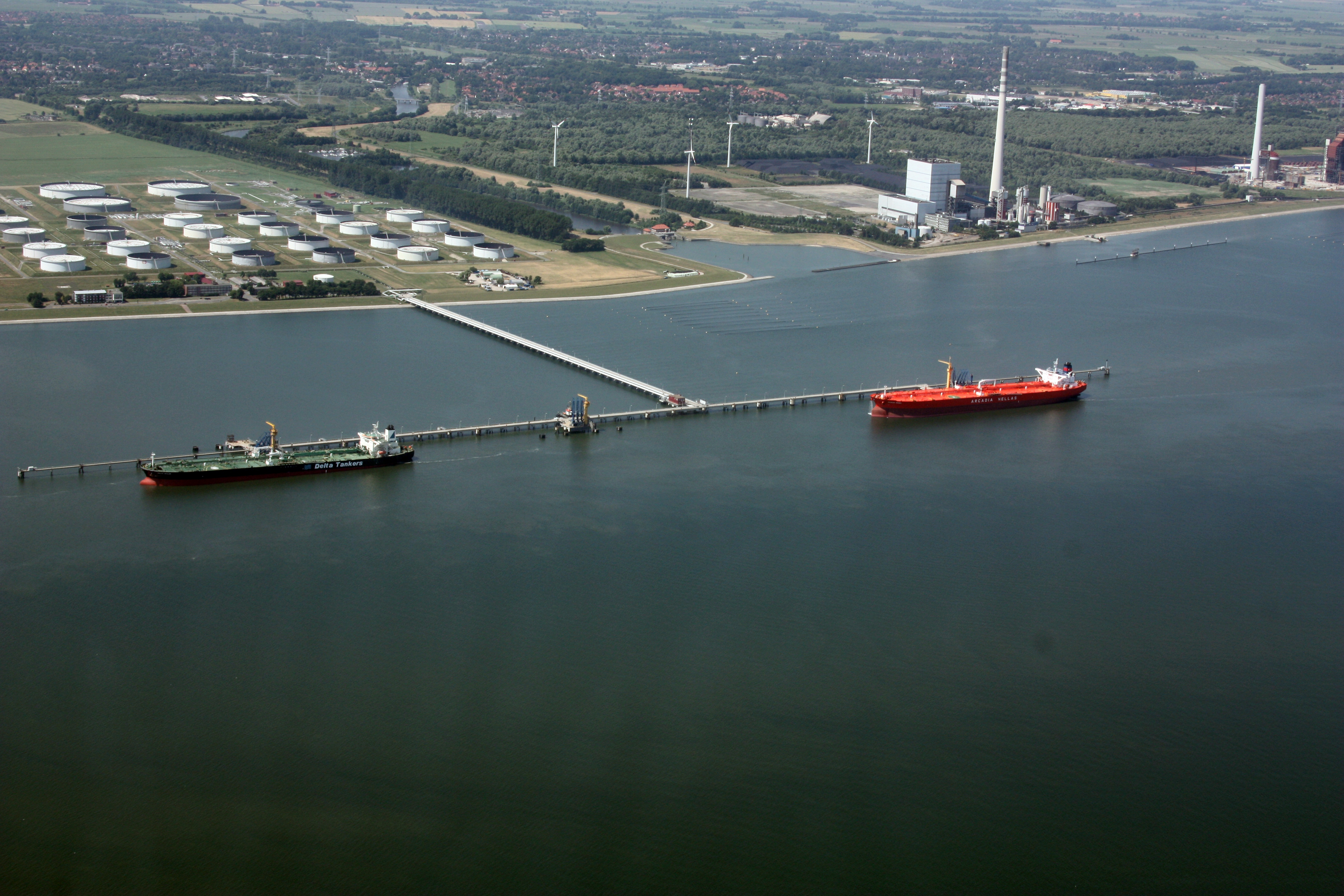
油輪專用港，因為吃水深，通常設在較外圍

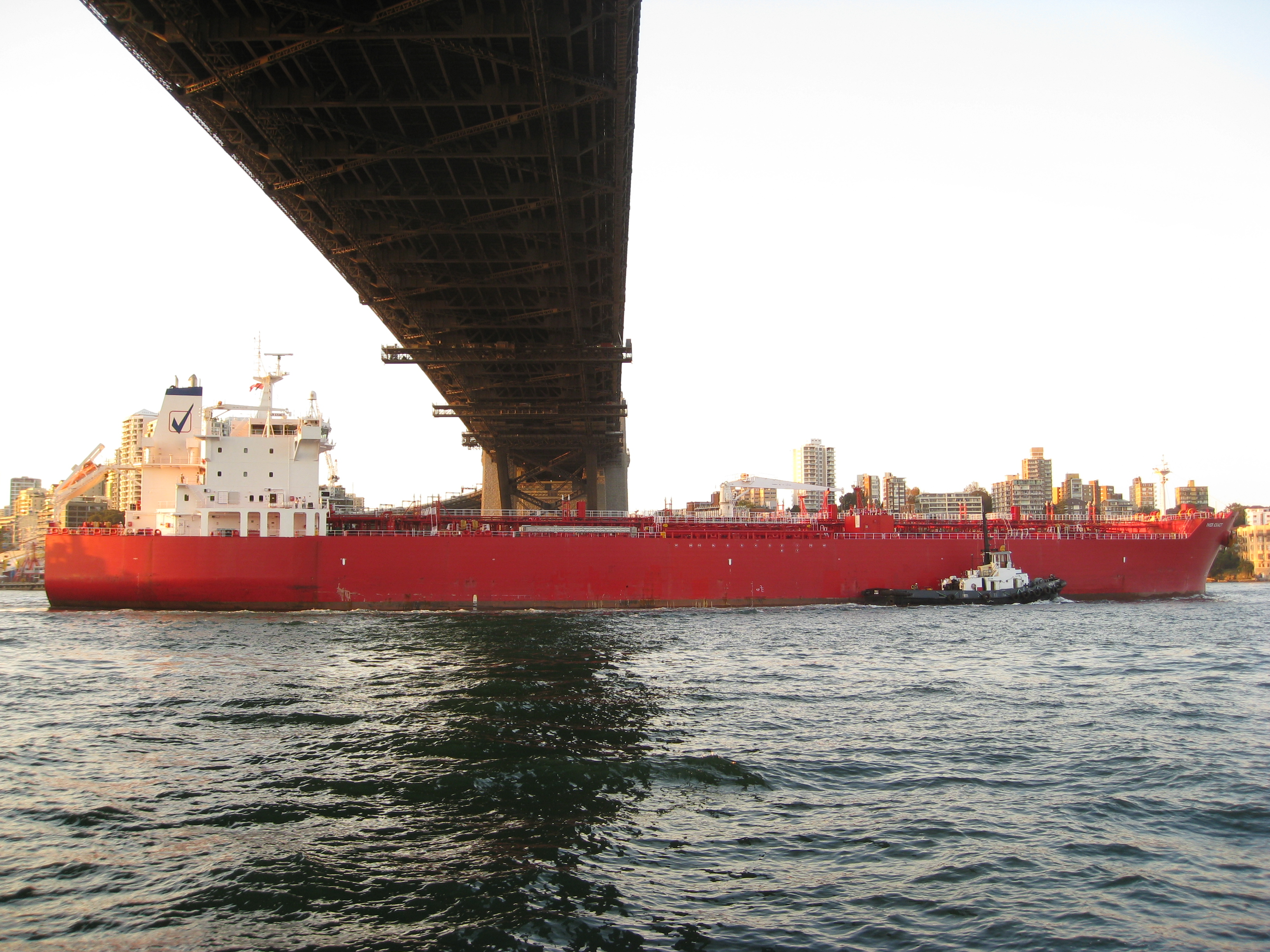
吃水深的油輪能通過多數橋梁，但對海峽的深度卻有需求

- 世界上第一艘油轮好运号（Glückauf）于1886年7月13日首航，它属于德国船舶公司德国-美国石油公司。它长97米，可载3000吨油。
- 1914年世界上最大的油轮是德国-美国石油公司的朱比特号，可载12000吨原油。
- 1928年世界上最大的油轮是斯蒂尔曼号（C.O.Stillman），可载23060吨原油，它是在不来梅，直到1949年它保持着世界上最大的油轮的纪录，它同时也是当时世界上最大的用柴油机驱动的船。
- 1953年当时最大的油轮蒂娜·奥纳西斯号（Tina Onassis，可载48000吨）在汉堡下水。
- 第一艘超过十万吨的油轮是1959年日本制造的宇宙·阿波罗号（Universe Apollo）。
- 1962年日本制造了11万吨的Nissho Maru号。
- 1966年1月15万吨的Tokyo Maru成为世界上最大的油轮，同时它也超过了当时世界上最大的船：英国的客轮伊丽莎白女王号。
- 1966年12月的出光丸（Idemitsu Maru）号首次超过了20万吨。
- 1968年六艘日本制造的宇宙·爱尔兰级（每艘32.6万吨）首次超过了30万吨。
- 1971年日本制造的Nisseki Maru号（37.2万吨）再创纪录。
- 1973年2月和10月日本制造的Globtik Tokyo号和Globtik London号相继下水，每艘37.8万吨，长378米，宽62米，船舷高35.9米，吃水28米，驱动机功率4.5万马力。
- 1975年的Nissei Maru号是当时世界上最大的油轮，38.4万吨，日本制造。大小与Globtik Tokyo相当。
- 1975年底日本制造的Berge Emperor号以42.3万吨首次超过了40万吨，这艘船吃水22米，长381.8米，宽68米，船舷高29.8米。
- 1976年50万吨被突破。法国制造的Batillus号达55.3万吨，它也是世界上第一艘长度突破400米的船，1976年底、1977年10月、1979年它的三艘姊妹船也下水。它长414.2米，宽63.05米，船舷高36米。
- 1977年8月和12月日立造船制造了两艘51.万吨的油轮，长406.6米，宽71米，船舷高31.2米，吃水25米。
- 1978年瑞典的一个船坞造了一艘49.9万吨的双螺旋桨油轮，它长365米，宽79米，吃水22.3米，至今为止它是世界上最宽的船。
- 1975年日本住友重工业为香港船主董浩云制造了一艘42万吨的油轮海上巨人号，这艘船于1979年启用，1980年它的中部被延长了80米，成为56.4万吨。1991年它被改名为Jahre Viking号，至今为止它依然是世界上最大的油轮，长458.45米，宽68.9米，吃水24.5米。
- 1980年和1981年交付给一个挪威船主的36万吨的Berge Pioneer号和Berge Enterprise号是世界上最大的柴油驱动油轮。
- 1992年丹麦制造了世界上第一艘双壳油轮，30万吨的Eleo Maersk号。
- 2001年和2002年韩国大宇重工业制造了四艘45万吨的双壳油轮，它们是20年来第一批超过40万吨的油轮，也是首批超过40万吨的双壳油轮，其驱动机是一个八缸柴油机，这使得它们也成为世界上最大的内燃机船。

超过20万吨的油轮被称为超大型油轮，一般超过25万吨的油轮都被称为超级油轮，超过30万吨的油轮被称为超级巨型油轮。虽然这些油轮非常大，但即使最大的油轮也只需要30到40名船员。
但是大船也有缺点。虽然它们的船壁达三到四米厚，它们依然有结构上的问题，它们的所承受的力巨大无比，因此它们可能变形或裂开。由于它们吃水深，它们只能停靠少数港口。它们无法通过巴拿马运河，不过即使45万吨的油轮在航行时也能通过苏伊士运河。事实上这样大的油轮主要是在1967年到1975年苏伊士运河被关闭的时候建造的，因为当时从波斯湾去往美国或欧洲只有绕过好望角。

### 双壳油轮
双壳油轮是拥有两层外壳的油轮。
一开始建造双壳油轮的目的是节省运送需要加热的液体如沥青、糖蜜或石蜡时的能量（和价格），因为两层壳的隔热性能比较好。
今天建造双壳油轮的动机是提高其安全性，防止油外泄，但两层船壳之间的空间也被用来做压载舱，人们按照船载货的情况来用压载舱平衡船身。作为压载的是海水。
但是盐水对船的内壁的腐蚀非常大，而由于船的两层壳之间非常窄，因此船员无法使用船上的设施来确定内壁腐蚀的程度。因此有些专家怀疑双壳油轮的效果。
1989年埃克森·瓦尔迪兹号油轮事故后国际海事组织规定所有1996年后建造的5000吨以上的油轮必须拥有双壳结构。
2001年又一次油轮事故后国际海事组织决定从2015年开始只有双壳油轮可以在海洋上运行。

## 造價
| 尺寸              | 1985   | 2005  |
| ----------------- | ------ | ----- |
| 32,000–45,000噸   | US$18M | $43M  |
| 80,000–105,000噸  | $22M   | $58M  |
| 250,000–280,000噸 | $47M   | $120M |

在2005年國際報價一艘 32,000–45,000噸, 80,000–105,000噸, 和250,000–280,000噸報價分別是美元4300萬, 5800萬, 和 1億2000萬. 在1985年幣值則只有 1800萬, 2200萬,和4700萬。
油輪也常有二手交易，例如2005年就有40,000噸油輪用二手價4250萬美元賣出，80,000–95,000噸級的二手價則大約6000萬美元，130,000–150,000 噸級7300萬美元，250,000–280,000 約1億1600萬美元.油輪的二手折價不高，因為是小眾市場，匹配賣方和買方的難度較高，且船隻主要大筆支出在於維護狀態，只要妥善維護，新舊油輪功能上沒有明顯差異。

## 液化气油轮

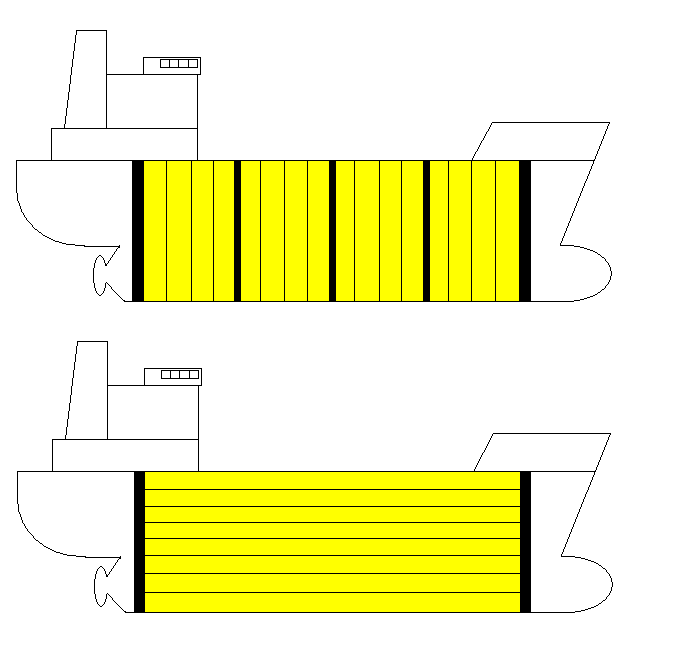
直式和橫式儲存槽

液化气油轮是用来大量运送液化气的油轮。气体只有在液化后才能经济上有效地海运，否则的话气体的体积太大了。
液化气被送入船上的高压舱内。在载货的过程中在舱的上部液体会重新气化，随着越来越多的液体的输入这里会产生高压，阻止高压舱被装满，为此这些气体必须被重新液化。根据船的不同有两种方式：
- 船上自己有液化装置，可以将顶部的气体抽出液化后重新灌入舱内
- 船上没有液化装置，顶部的气体通过一根管道被抽出后送回到岸上

在载货之前高压舱内要装入不燃气体来防止载货过程中发生气体爆炸。只有在所有氧气被排出高压舱后载货过程才能开始。
国际海事组织对液化气油轮规定有不同的级别，不同级别的油轮的安全要求不同，有的液化气只能使用一定级别以上的油轮才允许运输，其中1G型的油轮要求最高。
以下为各个级别以及一些液化气的级别要求：
- 1G型油轮：氯、环氧乙烷、溴化木醇
- 2G型油轮：乙烷、乙烯、甲烷
- 2G/2PG型油轮：乙醛、氨、丁二烯、丁烷、甲基氯、丙烯、氯化聚氯乙烯等
- 3G型油轮：氮等

### 天然气
运送液化天然气的油轮属于2G型。第一艘这样的油轮是一艘改装的货轮，1959年1月29日首航。
近年来这样的船越来越多，而且越来越大。目前常用的船可以装12.5到13.5万立方米液化气，分五到六个油箱，但有计划建造可装25万立方米的油轮。天然气被放在低温（-164到-161°C）和低压（最高230毫巴）下运输。
每升液化天然气在气化后可占约600升的体积。为了尽量降低液体的气化，油箱尽量被密封。气化的液体必须被抽出来防止压力增高。这些气体被用来作为船的蒸汽机的燃料，因此这些船一般使用烧重油和天然气的蒸汽机来驱动。假如气化的液体过多的话，则气体被溶化在海水中来防止甲烷被释放到空气中。目前有少数船使用混合燃烧柴油和天然气/重油的内燃机。目前的趋势是越来越多的船使用内燃机结合液化装置。
目前液化装置还太昂贵。一些高船有这样的装置，但由于技术困难和不符合经济效益实际上从未真正使用过，一些新船留着装备液化装置的地方。出于考虑到所有能量原材料的价格可能提高，这些船上可以毫无问题地装上液化装置。
目前世界上有约200艘液化天然气油轮，大多数是韩国造的，少数是西班牙和法国造的。由于这样的油轮的造价非常高，一般设计的使用时间在30年左右，而且只有在擁有长期雇主（20年）的情况下才会建造。

## 外部連結
- csbcnet.com台船油輪自建史

- "Floating Oil Tanks" Popular Mechanics, March 1930, pp. 370-374 （页面存档备份，存于） article on the oil tankers between the World Wars
- ship-photos.de （页面存档备份，存于）: Private homepage of categorized ship photos including tankers of all kinds
- Oil tanker by Picture
- Bill Willis. Supertankers （页面存档备份，存于）
- The International Maritime Organization—Tanker Safety (for double-hulls)
- Ship photos of tankers, ULCCs, VLCCs, barges （页面存档备份，存于）
- Information on crude oil tankers and other forms of oil transport （页面存档备份，存于）
- International Tanker Owners Pollution Federation Ltd. (ITOPF) （页面存档备份，存于）